# Pimelea sporadica
Pimelea sporadica är en tibastväxtart som beskrevs av Colin James Burrows. Pimelea sporadica ingår i släktet Pimelea och familjen tibastväxter. Inga underarter finns listade i Catalogue of Life.